# Huerto del rey
El huerto del rey (en francés: potager du roi') es el jardín de vegetales creado por Jean-Baptiste de La Quintinie en el palacio de Versalles, que producía frutas y verduras frescas para la mesa de la corte de Luis XIV. Fue creado en 1683, aunque los trabajos de acondicionamiento se prolongaron de 1678 a 1783. 
Actualmente está gestionado por la Escuela Nacional Superior del Paisaje, la escuela estatal de Francia para la formación de arquitectos paisajistas. Convertido hoy en día en un jardín urbano, tiene una superficie de nueve hectáreas. Está catalogado por el ministerio de cultura francés como uno de los Jardines Notables de Francia por el Comité de Parques y Jardines de Francia. El huerto del rey y el parque Balbi fueron declarados monumento histórico de Francia por orden del 15 de marzo de 1926. Su director actual es Antoine Jacobsohn.

## Historia

### Emplazamiento

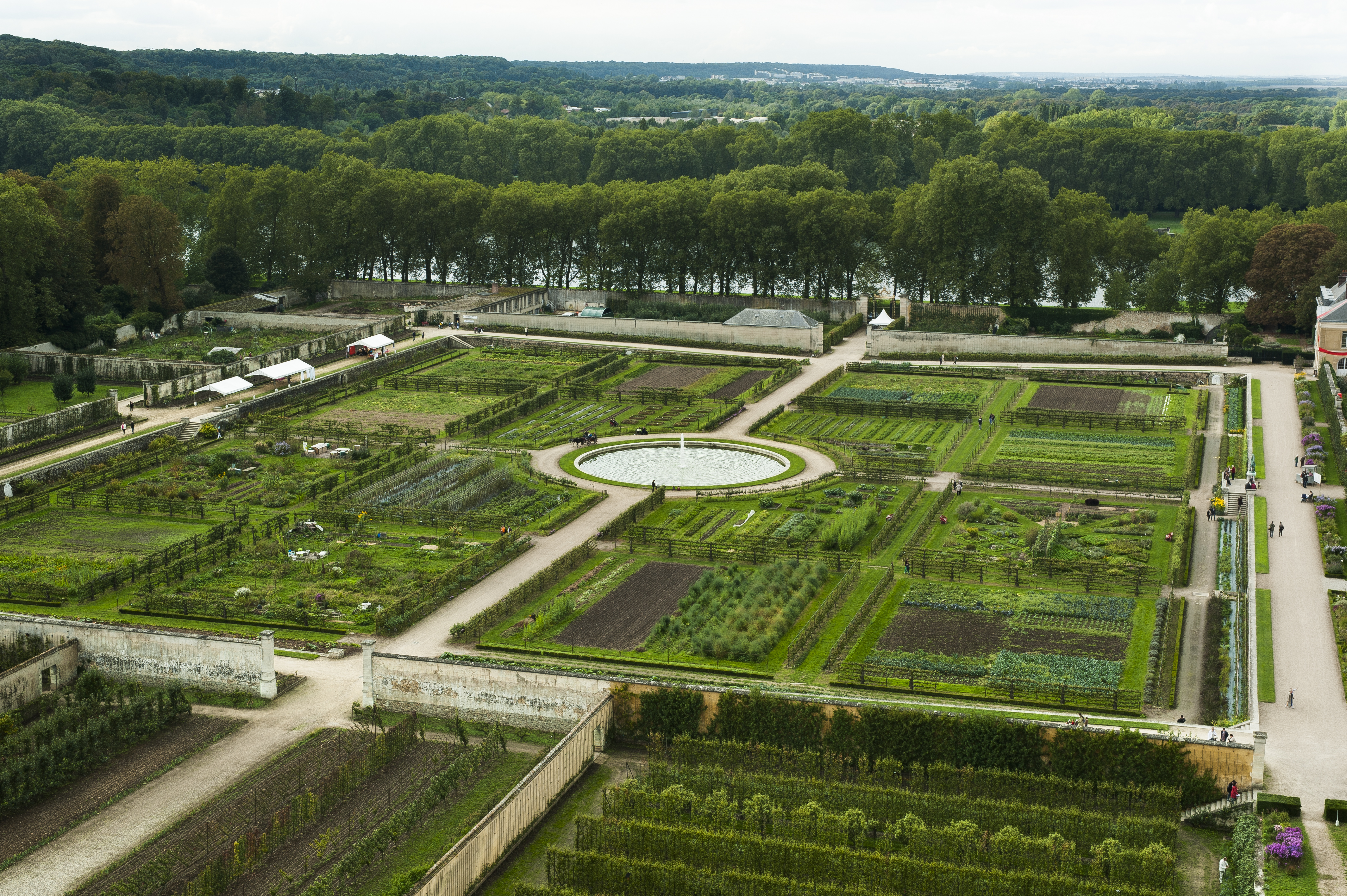
Vista aérea del grand carré

El lugar elegido, poco favorable para la ubicación de un huerto, requirió importantes trabajos de acondicionamiento para secar el pantano existente, el étang puant (estanque «maloliente») y terraplenarlo con tierra de buena calidad proveniente de las colinas de Satory. Las importantes obras de construcción de los muros de mampostería y de las terrazas corrieron a cargo del arquitecto Jules Hardouin-Mansart. El huerto se emplaza al este del estanque de los Suizos, cerca de la Orangerie. El rey entraba a través de una puerta monumental de hierro forjado, la «reja del rey», que separa el huerto del estanque de los Suizos.  Esta puerta es una de las más bellas de Versalles y de las pocas originales que se conservan. La organización World Monuments Fund contribuyó a su restauración en 1993.

### El huerto del rey en la época de Luis XIV

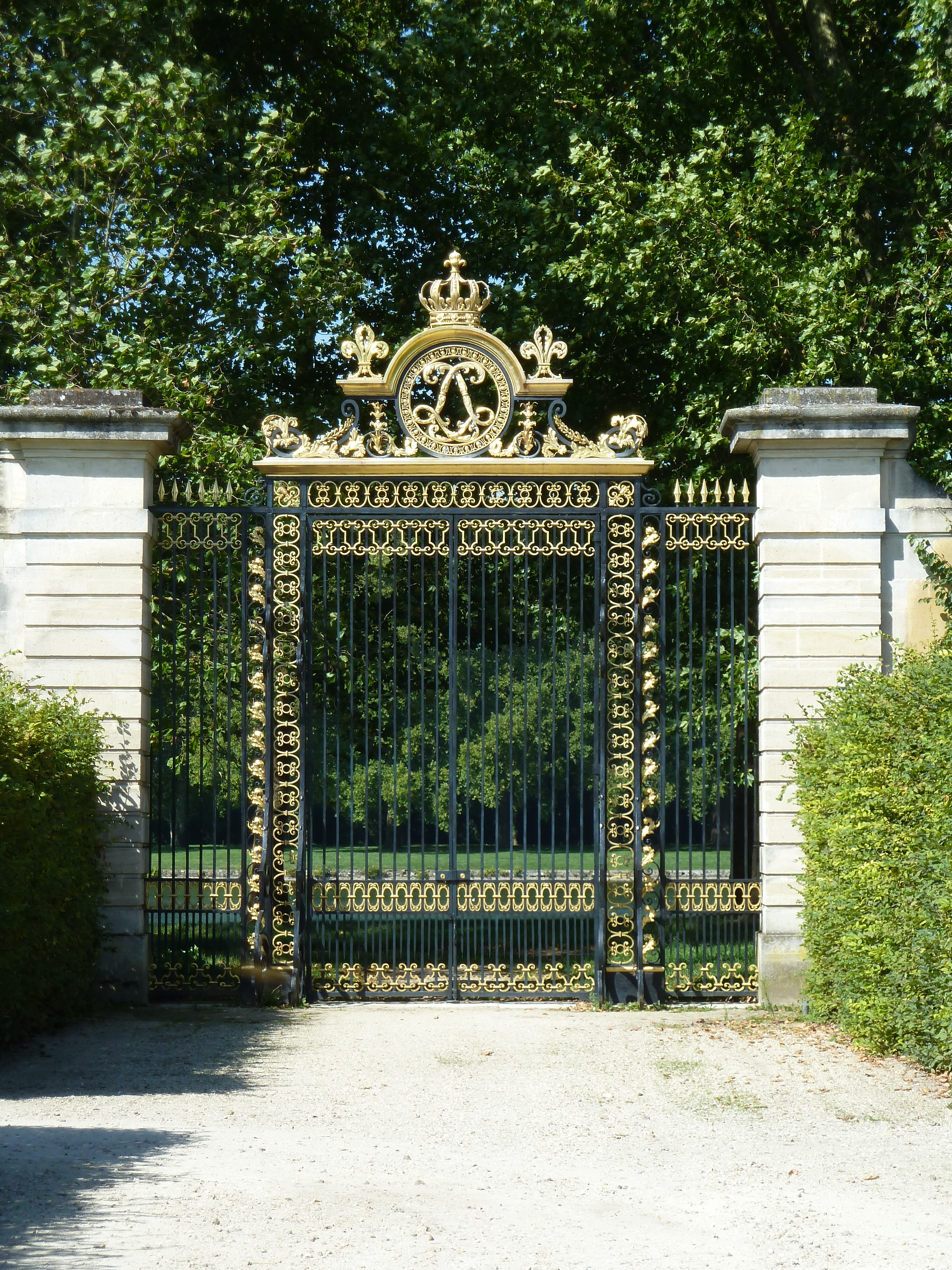
La reja del rey, que separa el huerto del rey y el estanque de los Suizos

El aspecto actual del jardín no difiere demasiado del que tenía en la época en la que se realizó. Cubría una superficie total de nueve hectáreas (veinticinco acres), y se componía de dos partes. Una zona central estaba dedicada al cultivo de las verduras y tenía una superficie de tres hectáreas. En el centro había un estanque circular y una fuente con un surtidor, que servía como reserva de agua de riego. El estanque estaba rodeado por el grand carré (el «gran cuadrado»), una gran parcela cuadrada dividida en otras dieciséis partes cultivadas con hortalizas.  Alrededor de este se disponían cuatro terrazas ligeramente elevadas, desde las cuales el rey podía observar el trabajo de los jardineros.  Un muro alto rodeaba el grand carré, con espalderas donde se tutorizaban los perales. A finales del siglo XVIII, las terrazas de levante y de poniente se transformaron en rampas para facilitar la circulación de las carretas.
Alrededor de la zona central y cercados por una serie de muros altos, se distribuían veintinueve jardines cerrados (actualmente se conservan doce), donde se cultivaban verduras y árboles frutales, principalmente manzanos y perales. Se plantaban contra los muros con espalderas o bien exentos. El esmerado cuidado de estos jardines, cuya compartimentación creaba microclimas individuales, permitió a Jean-Baptiste de La Quintinie,  el primer director de los jardines reales, cultivar frutas y verduras fuera de su estación habitual. En 1785, seis muros fueron suprimidos del lado sur por ser un lugar demasiado húmedo e insuficientemente ventilado, quedando cinco jardines en lugar de once.

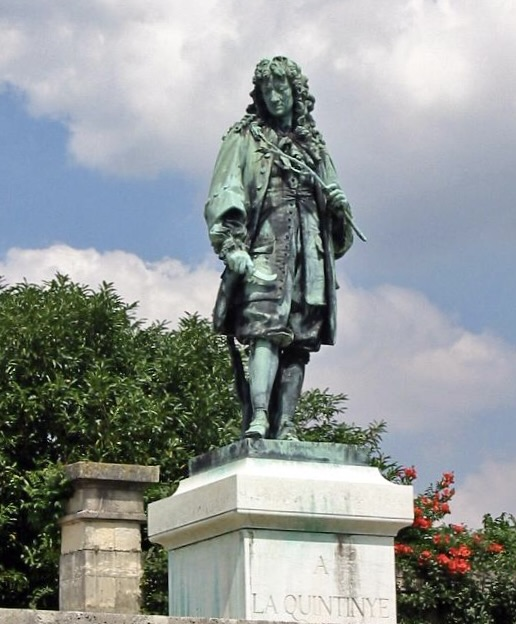
Estatua en el huerto del rey de Jean-Baptiste de La Quintinie sujetando un injerto y un podón

En su Instruction pour les jardins fruitiers et potagers (Instrucción para los jardines frutales y de hortalizas), tras los resultados obtenidos con el uso de diferentes tipos de estiércol,  escribió: 

El calor, tanto en la tierra como en el aire, solo puede venir con regularidad de los rayos del sol. Me atrevo a decir, aun así, que he tenido bastante éxito en imitarlo (a pequeña escala) en relación a algunos pequeños frutos:   he conseguido hacerlos madurar cinco o seis semanas antes de tiempo, por ejemplo, fresas a finales de marzo, guisantes y verduras tempranos en abril, higos en junio, espárragos y lechugas en diciembre, enero…
la chaleur, tant dans la terre que dans l'aire ne peut régulièrement venir que des rayons du soleil. J'ose dire pourtant que j'ai été assez heureux pour l'imiter en petit à l'égard de quelques petits fruits : j'en ai fait mûrir cinq et six semaines devant le temps, par exemple des fraises à la fin mars, des précoces, et des pois en avril, des figues en juin, des asperges et des laitues pommées en décembre, janvier ...
Instruction pour les jardins fruitiers et potagers 

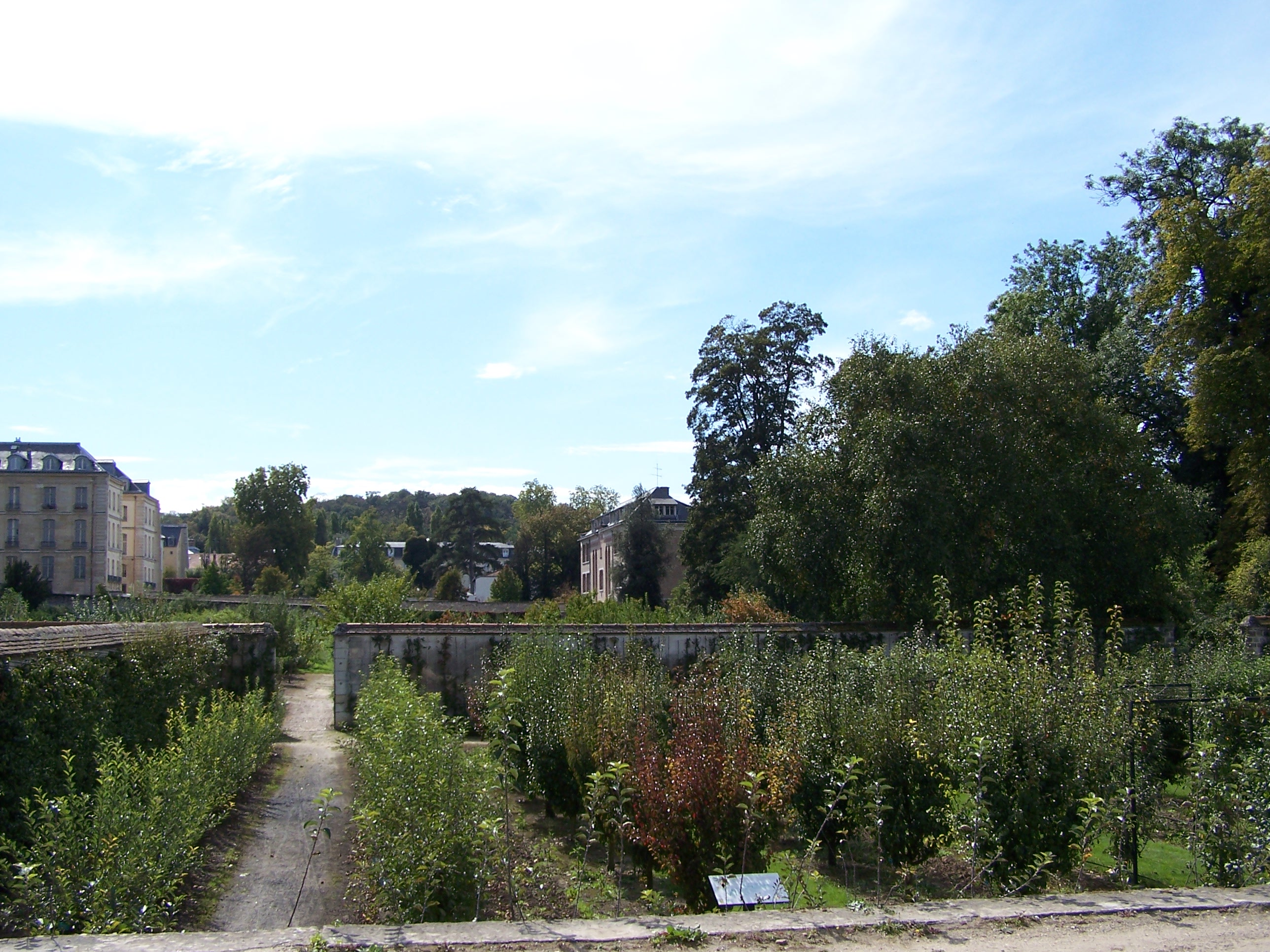
Huerto de manzanos y perales

El gusto de Luis XIV por los higos hizo que La Quintinie creara especialmente para él una figuerie (huerto de higueras), un jardín excavado y protegido de la intemperie en invierno que le permitió cultivar higos a mediados de junio.  También tenía jardines especiales para melones, tres huertos para "hierbas aromáticas, pepinos y otras verduras de hoja verde"  y otros especialmente destinados a fresas y cerezas. Cultivó cincuenta variedades de pera y veinte variedades de manzana para la mesa del rey, y dieciséis variedades distintas de lechuga.
Durante la época de Luis XIV, el huerto del rey requería una gran organización. Un colectivo de treinta jardineros experimentados debía atender las parcelas del jardín, los invernaderos y los doce mil árboles. El rey lo mostraba a sus invitados ilustres, como el embajador de Siam y el Dux de Venecia, para que admiraran las maravillas de su jardín. También envió muestras de su variedad de pera favorita, Bon Chrétien, como regalo a otros jefes de Estado. Las distintas clases de verduras servidas eran un tema de discusión obligatorio en las cenas de Versalles. Como escribió Madame de Sévigné, «La moda de los guisantes continúa; la impaciencia a la espera de comerlos, el hecho de haberlos comido, y el placer de comerlos son los tres temas que nuestros príncipes han estado discutiendo durante los últimos cuatro días».
La Quintinie supervisó los jardines hasta su muerte en 1688. Su puesto fue ocupado brevemente por su colega, Nicolas Besnard, quedando después a cargo de François Le Normand en 1690. Los dos hijos de Le Normand y sus descendientes dirigieron el huerto del rey durante los siguientes noventa años. Crearon un nuevo jardín para cultivar espárragos, y tuvieron que hacer importantes reparaciones después del período de frío extremo de 1709.

### Desde Luis XV hasta la Revolución francesa

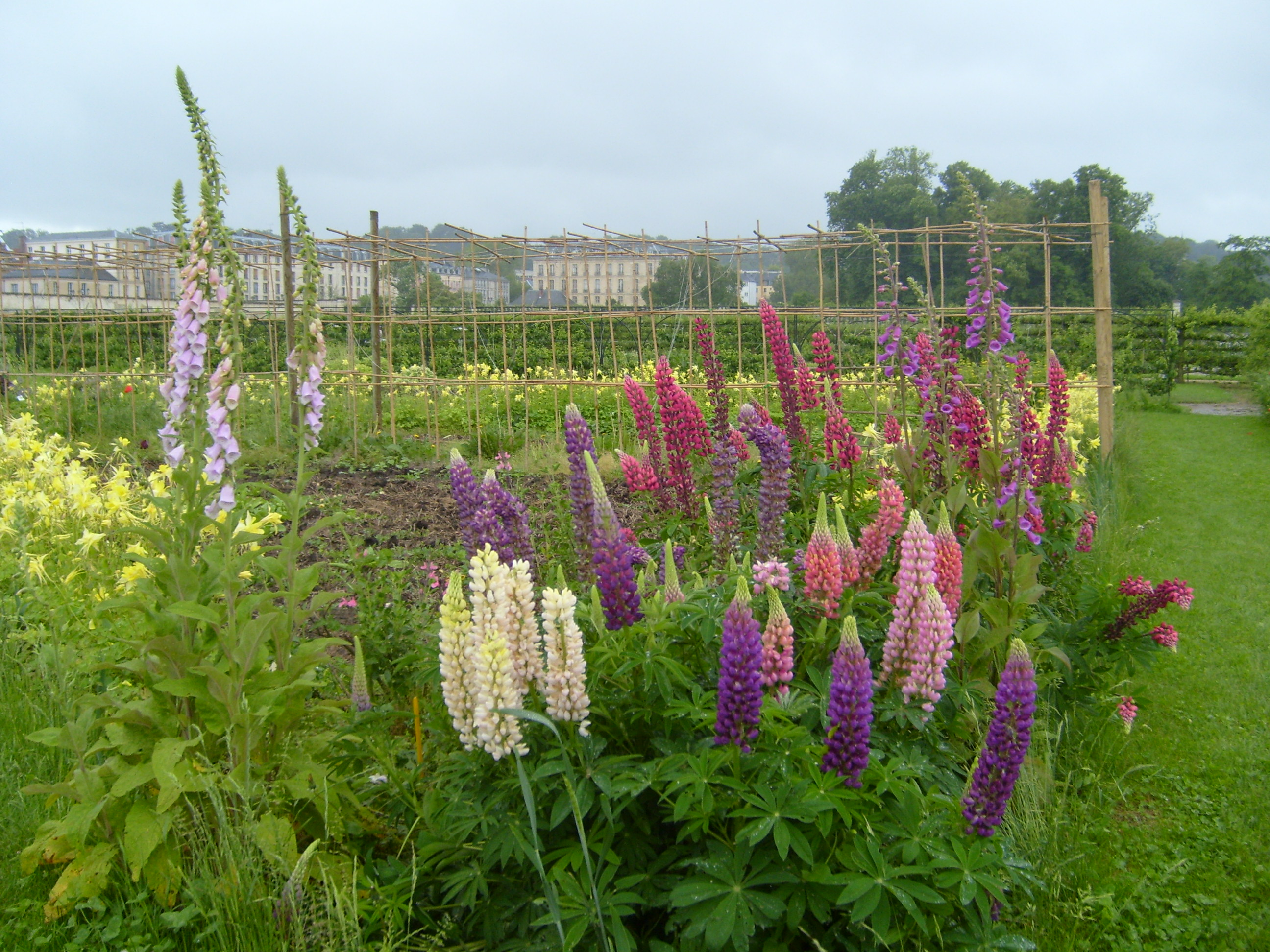
Parterres en el huerto del rey

Tras la muerte de Luis XIV en 1715, la corte abandonó Versalles y el presupuesto del jardín se redujo considerablemente. François Le Normand sembró un parterre de césped en el grand carré, y experimentó con nuevas variedades de plantas. El burgomaestre de Ámsterdam había regalado una mata de café a Luis XIV. Le Normand consiguió cultivar doce cafetos de cuatro metros de alto en el invernadero del jardín, así que Luis XV pudo servir café del cultivo de su propio huerto.
La corte de Luis XV regresó a Versalles en 1723. Louis Le Normand, que se convirtió en el director del huerto del rey tras la muerte de su hermano François, replantó el grand carré con plantas medicinales y lechugas. También construyó un invernadero holandés, de menor altura y con un techo abovedado, donde consiguió cultivar piñas a partir de 1735. En el tiempo de la Revolución francesa  había ochocientas plantas de piña en el invernadero.
Jacques-Louis Le Normand sucedió a Louis como jefe del huerto del rey en 1750.  Construyó tres nuevos invernaderos climatizados y desarrolló el trabajo científico en el jardín. Este ya no suministraba verduras y frutas corrientes a la corte de Versalles, sino solo las variedades más especiales y únicas.  Le Normand experimentó con especies raras de plantas, como la euphorbia, el jazmín, la latania y la banana, esta última importada por exploradores franceses.
Jacques-Louis Le Normand, el último miembro de la familia en dirigir el huerto del rey, murió en 1782. La dirección del jardín recayó en Alexandre Brown, de origen inglés, quien había sido hasta entonces el jardinero del palacio de Choisy.  Brown realizó diversos cambios, reduciendo el tamaño del estanque central y demoliendo los muros de separación entre once huertos de la terraza norte para convertirlos en cinco.
En 1785, el conde de Provenza, hermano de Luis XVI y futuro Luis XVIII, compró para sí mismo y para su amante Anne de Caumont La Force el condado de Balbi, una propiedad contigua al huerto del rey. Encargó a su arquitecto, Jean-François-Thérèse Chalgrin, el diseño y la construcción de una casa de campo, conocida como le pavillon de la pièce d'eau des Suisses (el pabellón del estanque de los Suizos), y de un jardín inglés, el parque Balbi.  El nuevo jardín tenía un riachuelo sinuoso, diversas islas y un mirador sobre una gruta artificial, al estilo pintoresco de la época. En 1798, el pabellón y los elementos distintivos del jardín se demolieron, pero el trazado de los senderos y del lago todavía es visible.

### Desde la Revolución francesa hasta nuestros días
En 1793, durante la Revolución francesa, las parcelas del jardín fueron arrendadas, y las herramientas y plantas se subastaron, incluyendo las ochocientas matas de piña.  En 1795 el huerto del rey fue declarado Instituto nacional por la Convención Nacional, que era el gobierno revolucionario de la época. Los agricultores arrendatarios fueron expulsados y el jardín se convirtió en un centro escolar y científico.

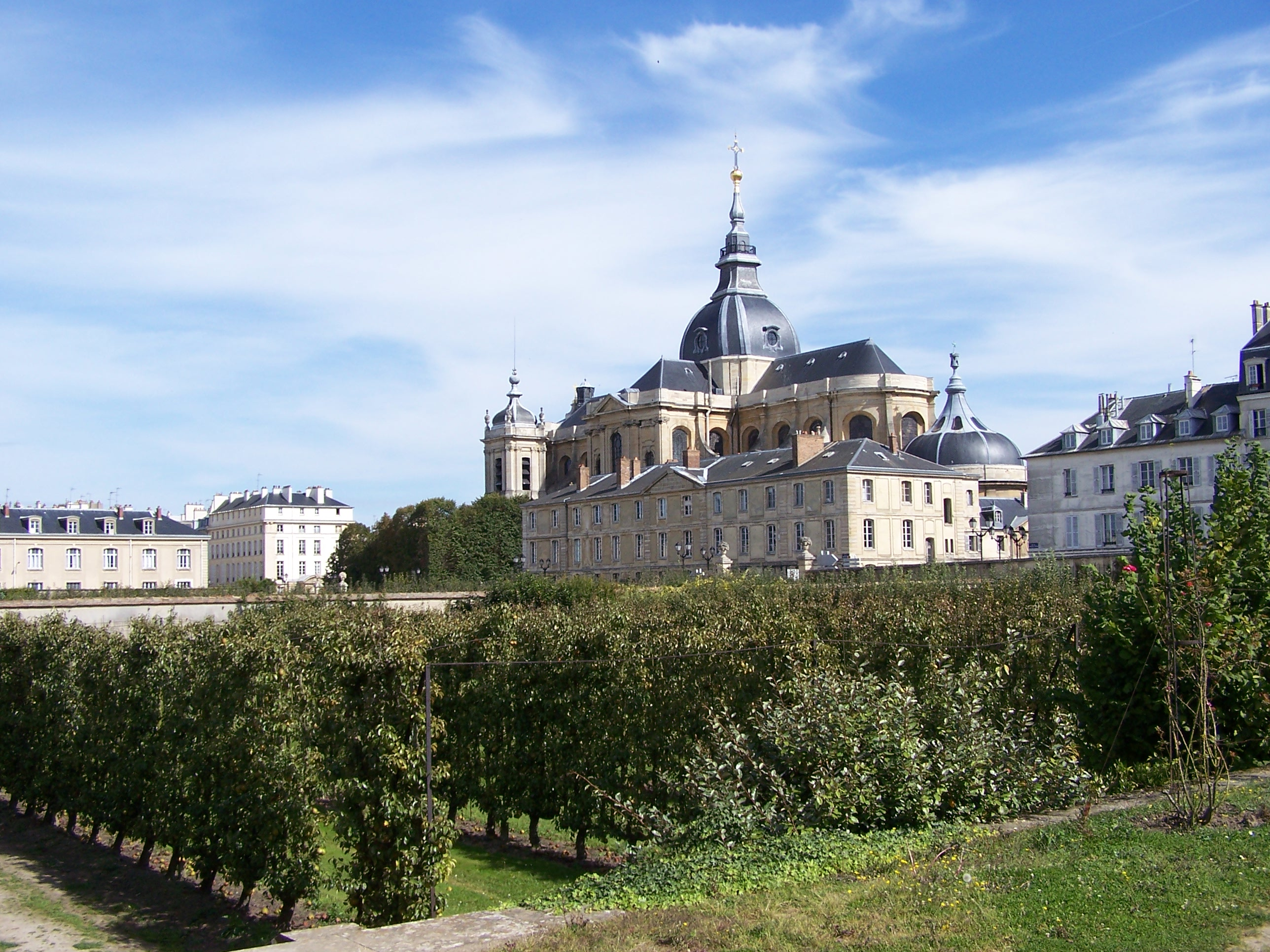
El huerto Lelieur y la catedral de San Luis

Tras la Restauración de la monarquía después de la caída de Napoleón I, gran parte del jardín estaba descuidado y muchos de los árboles habían muerto. El nuevo director, el conde Lelieur, replantó los huertos y reanudó el cultivo de verduras tempranas.  En 1829 se instalaron unos nuevos invernaderos que funcionaban con agua caliente, lo cual favoreció el desarrollo de frutas y verduras más exóticas. En 1840 se consiguieron cultivar bananas en el Gran Invernadero.
En 1848, el huerto del rey pasó a formar parte del nuevo Instituto nacional agronómico de Versalles, y el año siguiente fue nombrado director Auguste Hardy, un ingeniero agrónomo. Hardy dirigió la escuela durante la Segunda República, luego durante el Segundo Imperio francés de Napoleón III, y después otra vez durante la Tercera República. En 1874, la escuela se convirtió en la Escuela Nacional de Horticultura (ENH). Bajo la dirección de Hardy, el jardín poseía nueve mil especies de verduras, 309 variedades de manzanas, 557 clases de peras y 94 de melocotones.
Tras la muerte de Hardy en 1891, Jules Nanot se convirtió en el nuevo director. En la escuela se empezaron a impartir clases de arquitectura del paisaje, así como de horticultura. Entre 1892 y 1905 este curso fue dirigido primero por el afamado jardinero de paisajes Édouard André y luego por su hijo, René Édouard André.  En 1945 se creó un departamento independiente de arquitectura del paisaje y arte de jardines.
En 1961, la ENH se convertía en Escuela Superior, y en 1976 se creó la Escuela Nacional Superior del Paisaje (ENSP), ligada a la ENH. En 1995, la ENH se trasladó a Angers, y la ENSP se hizo cargo del huerto del rey.

## Funcionamiento actual

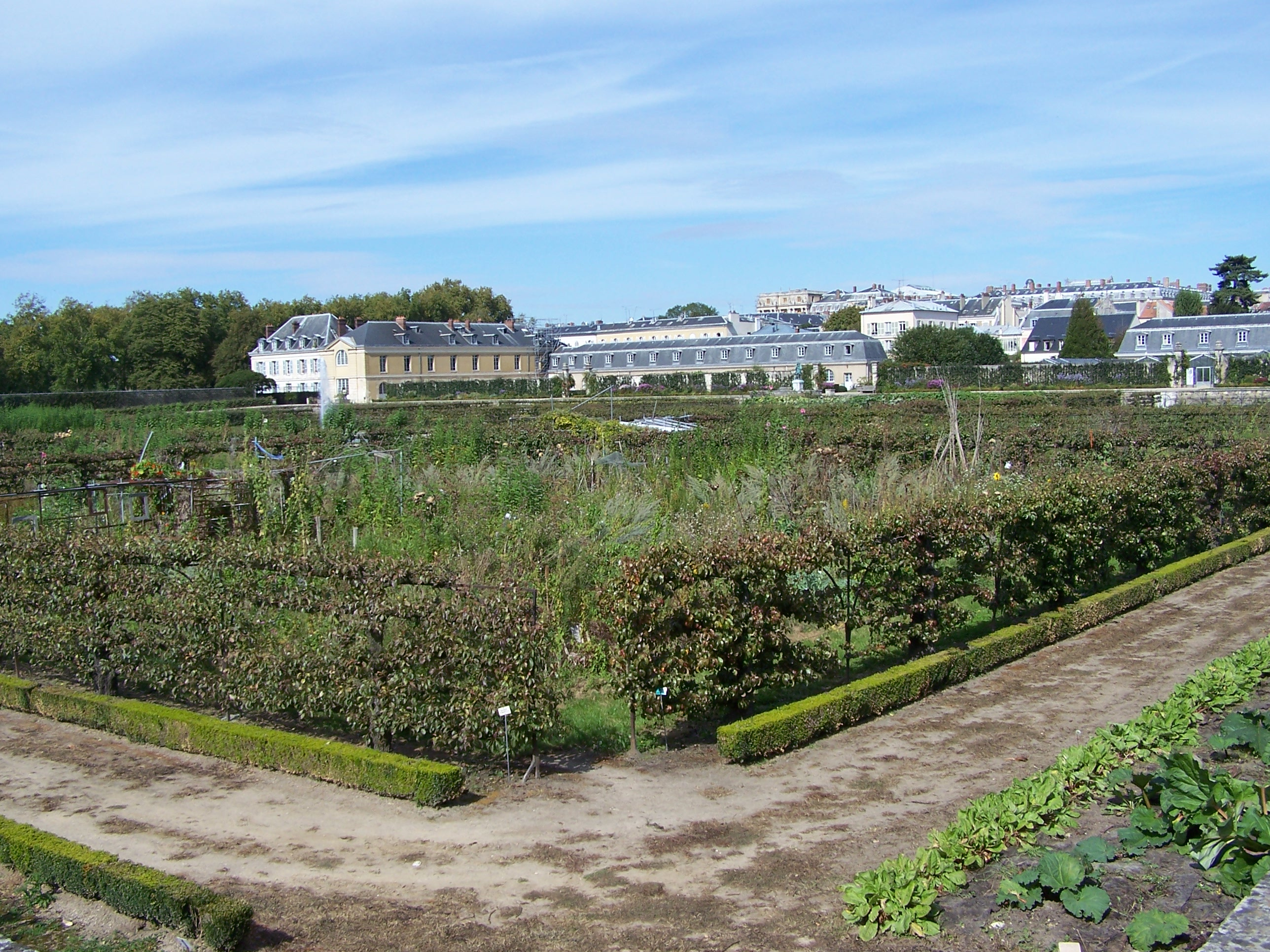
Los jardines de los estudiantes

El huerto del rey se encuentra actualmente bajo la dirección de Antoine Jacobsohn. Desde 1991, el jardín está abierto al público, con visitas de martes a domingo de 10 a 18 horas, desde el primer fin de semana de abril hasta el último fin de semana de octubre. 
El huerto posee unos 5000 árboles frutales y unas 400 clases distintas de frutas y verduras, lo cual permite ofrecer al público una amplia y exótica variedad de género.
Su producción es de unas cincuenta toneladas de frutas y treinta toneladas de verduras al año, que son vendidas en los mercados de Versalles y en la escuela.
Además de la enseñanza, la escuela a menudo reintroduce variedades históricas y desarrolla un extenso programa de experimentación. El alumnado accede tras una educación previa de al menos dos años, y sus estudios en Versalles se prolongan durante cuatro años más, llevando a cabo investigaciones en pequeñas parcelas propias y planificando y ejecutando un proyecto en un terreno concreto.